# Lexi Lamour
Pour les articles homonymes, voir Lamour.
Lexi Lamour, née le 28 août 1976 à Chicago, est une actrice de films pornographiques américaine.

## Filmographie
- Mother-Daughter Exchange Club 9, 2009, scène avec Victoria White